# Spruiten voor Sprotje
Spruiten voor Sprotje is het tweehonderdnegende stripverhaal uit de reeks van Suske en Wiske. Het werd als een van de eerste verhalen uit de serie zowel geschreven als getekend door Marc Verhaegen. In dit verhaal keren enkele personages uit De stierentemmer (een verhaal uit 1950) terug.
Dit verhaal werd speciaal geschreven voor het Familiestripboek dat uitkwam in juni 1991. Het is nooit uitgebracht in de Vierkleurenreeks.

## Locaties
- België, Spanje, Andalusië, villa van Carmencita, bastion, geheim laboratorium

## Personages
- Suske, Wiske, tante Sidonia, Lambik, Jerom, professor Barabas, Carmencita Falasol, Don José del Rondello, Sprotje, bewakers, César, Pedro, Krimson

## Uitvindingen
- gyronef, zeepsop, vermeerderaar

## Het verhaal
De vrienden spelen tafeltennis in de tuin van tante Sidonia, wanneer Sidonia's nicht Carmencita Falasol belt. Er is iets gebeurd met haar familie en Suske, Wiske en tante Sidonia vliegen met de gyronef naar de villa van Carmencita in Spanje. Terwijl Carmencita optrad in Sevilla, zijn haar man en zoontje verdwenen. Alleen een autowrak is teruggevonden en de vrienden besluiten hen te zoeken. Ze gaan naar de plek van het ongeluk. Carmencita vertelt over de laatste uitvinding, een soort zeepsop. Suske vindt een spoor van een speelgoedautootje en komt met Wiske bij een bastion met gewapende bewakers. Ze worden door een elektrisch oog ontdekt en praten een bewaker om, zodat hij hen helpt binnen te komen.
Tante Sidonia en Carmencita worden ongerust als Suske en Wiske wegblijven en bellen Lambik en Jerom. Zij komen op de stuntmotor (die Jerom uit zijn eigen stripreeks heeft) naar Spanje. Suske en Wiske komen bij professor Rondello en hij vertelt over zijn uitvinding. Het kan vervuild zeewater weer biologisch gezond maken, maar een papier waaide uit zijn auto. Op dit papier stonden de nevenwerkingen beschreven en Sprotje is ontvoerd, omdat de schurken de formule willen bemachtigen. De professor roept over een groen kastje in zijn geheime laboratorium en Suske en Wiske verlaten het bastion. Een bewaker wil dat Sprotje spruitjes eet, maar het jongetje weigert en gooit ze over de grond. Don Rondello geeft zijn zoontje een uitvinding om mee te spelen.
Suske stuurt een bericht via een vuurpijl, ze merken niet dat ze door elektronische ogen worden gevolgd. Lambik en Jerom komen bij de villa van Carmencita en de vuurpijl komt aan. Er zit een plattegrond van het bolwerk bij en de vrienden denken na over een aanpak. Suske en Wiske komen bij het geheime laboratorium en vinden de formule. Ze worden ontdekt en naar het bolwerk gebracht. Krimson blijkt achter de plannen te zitten en de kinderen worden opgesloten. Krimson slikt zijn pillen en maakt met de formule een vloeistof. Er komt een sollicitant, huurling Li Kamb meldt zich aan en wordt aangenomen. Het blijkt Lambik te zijn en hij bevrijdt Sprotje uit een enorme spruitjesbak in cel 5, die inmiddels is ontstaan door het spelletje met de uitvinding van Rondello. Lambik gooit Sprotje door het raam en hij wordt opgevangen door tante Sidonia en Carmencita.
Don Rondello vertelt dat hij ooit formeel weigerde voor Krimson een mosterdgas van curry-ketchup en tartaar te maken. Krimson heeft niet door dat Sprotje veilig geland is en bedankt Li Kamb. Hij stuurt de huurling op Jerom af, maar lacht dan om Lambik. Lambik verraadt zich dan en wordt overmeesterd. Dan verslaan tante Sidonia en Carmencita de bewakers met een Knock-out-ventilator. Krimson vlucht met de vloeistof naar de zee en vertelt dat er een tijdbom is geplaatst bij het bastion. Jerom rent door muren en Krimson ontsnapt met een motorbootje. Het bastion ontploft, maar César blijkt de vrienden al gered te hebben. César bedankt de vrienden voor zijn nieuwe liefde, de gitaar.
Krimson giet de vloeistof in zee en de vrienden verwachten een milieuramp. Don Rondello vertelt dat hij al snel doorkreeg dat Krimson hem met een mechanische vleermuis bespioneerde en sprak heel luid. Hij maakte een valse formule en stopte hem in het groene kastje. Het mengsel is ongevaarlijk en Krimson blijkt last te hebben van de zeedieren. Don Rondello blijkt de echte formule vergeten te zijn.